# RAF 폭격기 사령부
왕립공군 폭격사령부(RAF Bomber Command)는 1936년에서 1968년 사이 영국 왕립공군의 전략폭격 담당 사령부다. 그레이트브리튼 섬 방공사령부 산하 전투기지대 산하 웨식스 폭격부문이 전신이고, 해체 이후 후신은 왕립공군 타격사령부이다.
제2차 세계 대전 중 독일에 대한 전략폭격을 수행했다. 총 364,514회 출격하여 폭탄 1,030,500톤을 투하했다. 폭격사령부는 그 과정에서 항공기 8,325기를 잃었다. 폭격기 대원들의 생존률은 매우 낮았다. 사령부 산하 병력 총 125,000명 중 55,573명이 죽었고(즉 사망률 44.4%), 8,403명이 부상당했으며 9,838명이 포로가 되었다.
2006년 8월 링컨 대성당에 폭격사령부 기념물이 세워졌다. 2012년 6월 8일에는 그린 파크에 왕립공군 폭격사령부 기념관이 세워져 엘리자베스 2세가 직접 제막식에 참여했다.

## 같이 보기
- 영국 왕립 공군의 사령부 목록